# 開運鑑定團 (日本)
《開運鑑定團》（日语：開運!なんでも鑑定団），在日本常簡稱為鑑定團或什麼都鑑定團（なんでも鑑定団），是一個由日本東京電視台所播映的古董鑑定綜藝節目。1994年4月19日開播，透過東京電視網系列各局在每個星期二播放。榮獲日本民間放送聯盟獎優秀獎。
節目緣起為1993年3月的EXテレビ深夜節目中的一集實驗性企劃，並由上岡龍太郎、島田紳助等人主持，播出後回響不錯，改為常態性節目。

## 爭議事件
2016年12月20日節目中鑑定的「曜變天目茶碗」被訂為世界第四件的國寶等級，行情為日幣2500萬（約新台幣680萬），來自德島市的橋本浩司自稱曾祖父於明治時代時，向戰國武將三好長慶子孫購來的物品，本段節目還以「節目開播以來最重大的發現！」、「第4件曜變天目茶碗出現」等標題宣傳。
但一年後另一個節目《bibitto》經過訪查踢爆此茶碗只是福建一個61歲陶藝師李欣紅於學徒時代做的練習品，在街上當工藝品售賣約台幣400多，節目照片流傳一年後有朋友給她看才發現，花紋是她繪製的，碗底下也有刻字，由於歷史上曜變天目茶碗技術就是來自福建，以含鐵量高的漆黑釉藥燒製，後來一度失傳技術近年當地大力復興探索古技術已經恢復量產，所以同樣技術與數百年前產品被錯認，可以斷定為日本骨董界對於中國大陸的近年認知甚少不知其古技術復原狀況，還在以幾十年前的認知做出鑑定。

## 外部リンク
- テレビ東京・開運!なんでも鑑定団 （页面存档备份，存于） - 番組公式サイト
- テレビ東京・開運!なんでも鑑定団　番組メイキング（テレビコ）
- 開運!なんでも鑑定団 番組・東海地区出張鑑定紹介（テレビ愛知） （页面存档备份，存于）
- BSジャパン・開運!なんでも鑑定団 極上!お宝サロン （页面存档备份，存于） - 番組公式サイト